# Čužnja vas
Čužnja vas je naselje v Občini Mokronog - Trebelno.